# Ceratinops rugosus
Ceratinops rugosus är en spindelart som först beskrevs av James Henry Emerton 1909.  Ceratinops rugosus ingår i släktet Ceratinops och familjen täckvävarspindlar. Inga underarter finns listade i Catalogue of Life.